# Bandeira da cidade de São Paulo

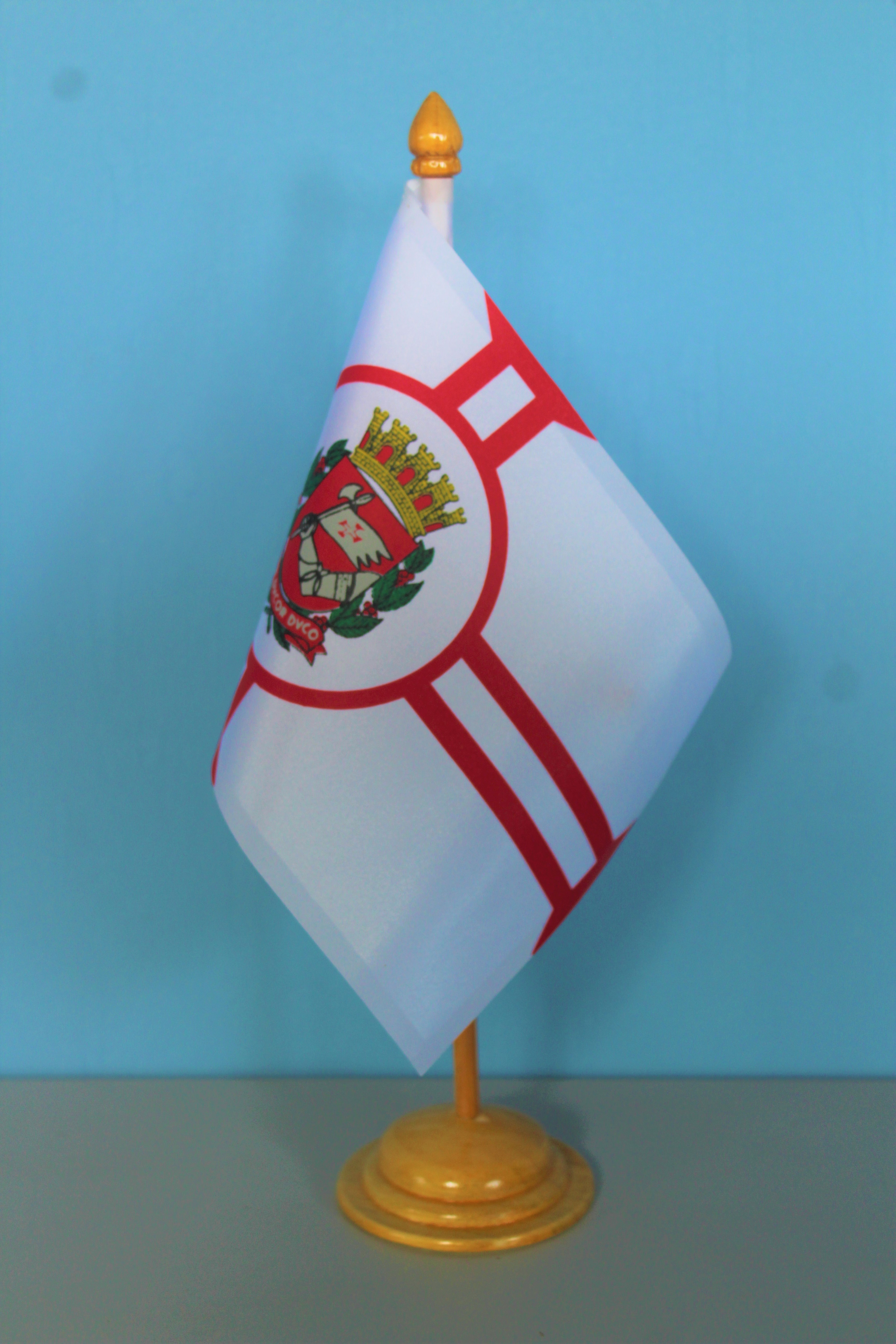
A bandeira municipal em modelo de mesa.

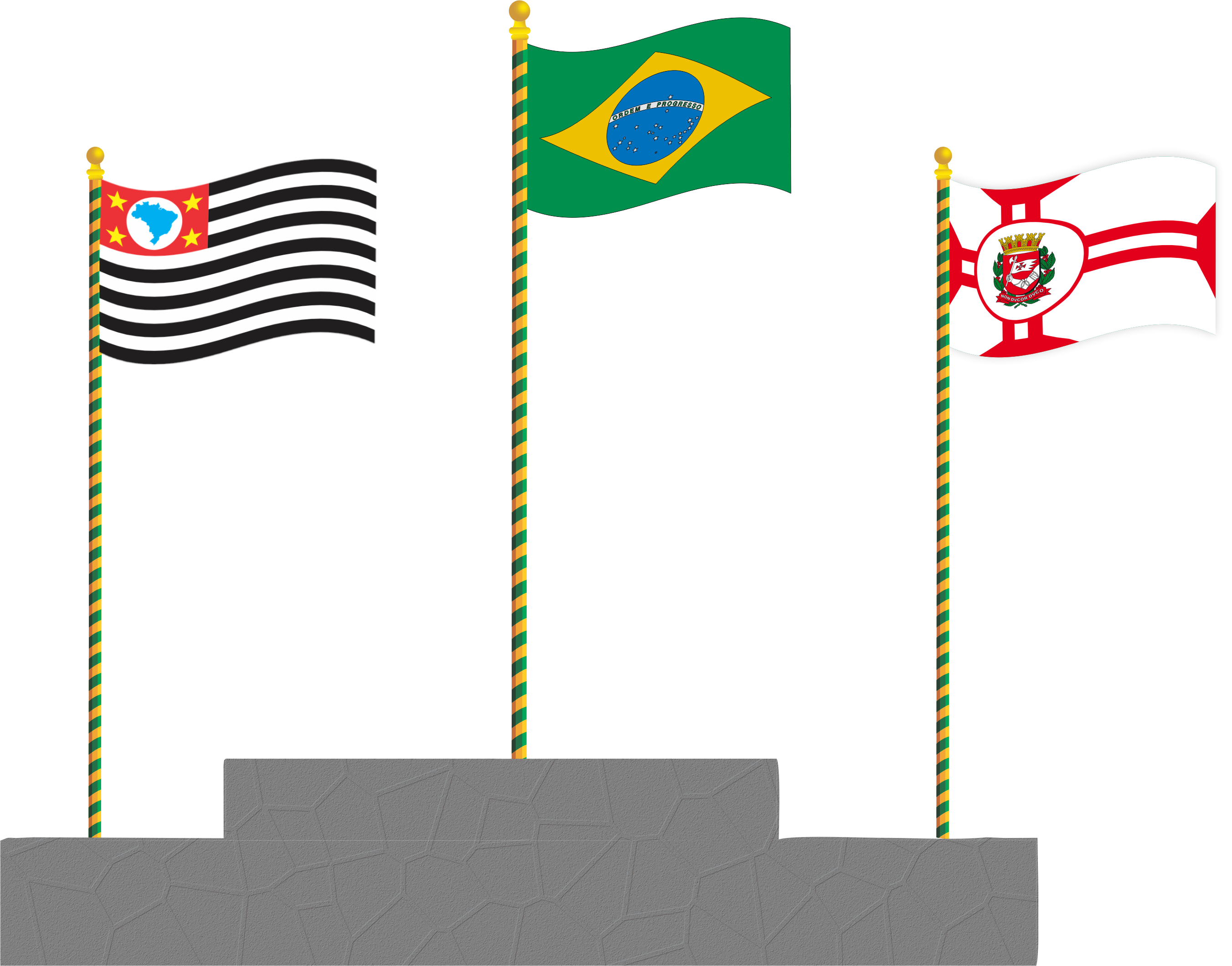
Hasteio nos padrões vexilológicos e da legislação brasileira.

A bandeira do município de São Paulo, juntamente com o brasão e os hinos, constituem os símbolos do município de São Paulo . A bandeira paulistana é retangular branca, nas proporções de 14:20 (altura:comprimento) e traz a Cruz da Ordem de Cristo em vermelho em braços alargados e ostenta o brasão do município no centro sobre círculo de branco que está debruado de vermelho.
Foi instituída em 5 de março de 1987 pelo prefeito Jânio Quadros através da lei 10.260, sendo posteriormente regulamentada através do Decreto nº 23668/1987 e alterada pelas leis lei nº 13331/2002 e nº 14.472/2007, mas sempre mantendo o formato original. Antes dela, a bandeira era toda branca com o brasão da cidade ao centro.
A atual composição da bandeira, das cores utilizadas e seus significados são dados pelo artigo 6º da lei nº 14.472/2007. Essa mesma lei, também consolida a legislação municipal sobre honrarias e símbolos, como brasão e o hino.

## Composição
A feitura da bandeira é especificada no parágrafo primeiro do artigo 6º da lei nº 14472/2007, a saber:
§ 1º. Tem a Bandeira 14m (quatorze módulos) de altura por 20m (vinte módulos) de largura; os braços da cruz têm 3m (três módulos) de largura, 8m (oito módulos) na parte mais larga, principiando o alargamento a 1,5m (um módulo e meio) de distância das extremidades; a abertura tem 1m (um módulo) de largura e a linha mediana do braço vertical se situa a 7m (sete módulos) de distância da tralha; o círculo tem 8,5m (oito módulos e meio) de diâmetro, o debrum tem 0,3m (três décimos de módulo) de largura e o Brasão de Armas, ao centro do círculo, 6m (seis módulos) de altura (Anexo 4).
O parágrafo segundo fornece a interpretação da bandeira, já citado anteriormente. E por fim, os parágrafos terceiro e quarto dispõem sobre os tamanhos para confecção da bandeira.

## Cores
As cores utilizadas na bandeira não possuem suas tonalidades especificadas em leis. No entanto, o manual de identidade visual da prefeitura de São Paulo especifica as seguintes cores para feitura do brasão municipal :
| Cor | CMYK        | RGB       | Hexadecimal | Pantone         |
| --- | ----------- | --------- | ----------- | --------------- |
|     | 0/15/100/0  | 255/212/0 | FFD400      | 108 C           |
|     | 100/0/100/0 | 0/144/54  | 009036      | 347 C           |
|     | 0/100/100/0 | 226/0/26  | E2001A      | 485 C           |
|     | 0/0/0/100   | 25/23/27  | 19171B      | Process Black C |

Em algumas publicações da prefeitura é possível encontrar a armadura prata e a divisa em prata coloridas com cinza  , em contradição a heráldica tradicional, que usa o branco para representar a prata. Para esse cinza o códico cromático é: CMYK 0/0/0/20; RGB: 217/218/219 (D9DADB hexadecimal); Pantone Cool Gray-2C.

## Significado
O branco simboliza a paz, a pureza, a temperança, a verdade, a franqueza, a integridade, a amizade e a síntese das raças que, amalgamadas, dão pujança à cidade de São Paulo, e a cor vermelha é indicativa de audácia, coragem, valor, galhardia, intrepidez, nobreza conspícua, generosidade e honra. A cruz evoca a fundação da Cidade à sombra do Colégio dos Padres Jesuítas e, por ser a da Ordem de Cristo, alude aos primórdios da colonização do Brasil, época em que surgiu São Paulo. É o círculo emblema da eternidade, afirmando ânimo de que se investem os munícipes de defender a perene posição de São Paulo como Capital e Cidade Líder de seu Estado.
A divisa NON DVCOR DVCO quer dizer Não sou conduzido, conduzo, e valoriza a independência das ações desenvolvidas pela cidade e seu papel de liderança no estado e no país.

## Histórico

### A primeira bandeira (c.1603- c.1700/1815)

Bandeira com o símbolo da Ordem de Cristo.

A primeira referência que se têm sobre às bandeiras paulistas vem das expedições desbravadoras que o povo desta então capitania realizou, partindo da capital muitas vezes entre o século XVI e XVII, não por acaso denominadas, genericamente de bandeiras, e seus membros eram os bandeirantes, as suas expedições aumentaram consideravelmente o espaço geográfico do Brasil. O termo bandeirantes se deve ao fato das expedições serem sempre conduzidas por uma bandeira com as insígnias representativas do chefe da expedição ou mesmo a bandeira da Cruz de Cristo, conforme consta do brasão da cidade de São Paulo e do Estado de Mato Grosso.
O autor Benedito Bastos Barreto lembra em sua obra de referência sobre o assunto que "no começo do século, em 1603, não existia em São Paulo nenhuma bandeira da cruz da Ordem de Cristo" mas que no começo deste citado ano foi requerida uma bandeira para Câmara. De se lembrar que neste tempo Portugal estava anexado à Espanha e que os bandeirantes paulistas, indiferentes aos impactos das crises internas de Portugal, ostentavam tal bandeira "nas matas nunca d'antes desbravadas" com a mesma naturalidade daqueles que as ostentavam em suas caravelas quando singravam os "mares nunca d'antes navegados".

### PeríodoReal(1815-1822) eImperial(1822-1889)

Bandeira do Senado da Câmara de São Paulo.

Assim como a cidade do Rio de Janeiro, São Paulo também registra bandeiras na época do Reino Unido e do Império, o que se verifica é que as referidas bandeiras, em forma trapezoides ou quadradas, como no caso de São Paulo, eram bandeiras do Senado da Câmara,  um equivalente à Câmara de Vereadores, instalava-se juntamente com a criação de vilas e cidades, seguindo as orientações contidas nas Ordenações Manuelinas e Filipinas, era um órgão consultivo, legislativo e judiciário.
Atuavam como representante dos interesses da população, de sua composição faziam parte os “homens de bem”, isto é, pertencentes à nobreza, ao clero e à milícia, sendo chamados de oficiais devido ao fato de cada membro possuir um encargo.
A bandeira paulistana tinha um brasão português, em estilo barroco, bem ornamentado, tendo por timbre uma corôa real em um campo azul. Existem registros de que este ficou sendo o símbolo paulistano até a proclamação da república.
Há também uma referência a essa bandeira de Clovis Ribeiro, em seu livro, de 1933, "Brazões e Bandeiras do Brasil":
| “ | Nos tempos coloniais, várias Câmaras tiveram estandartes municipais, sendo numerosas, por exemplo, as referências contidas em documentos históricos a respeito do estandarte da Câmara de São Paulo, do qual o Museu do Ipiranga, possui um precioso exemplar de fins do século XVIII. É uma bandeira de seda azul com as armas reais no centro, bordadas a seda amarela e branca e ricamente ornamentadas em estilo barroco. Tem franjas e cadarços amarelos. | ” |

### 1950-1974

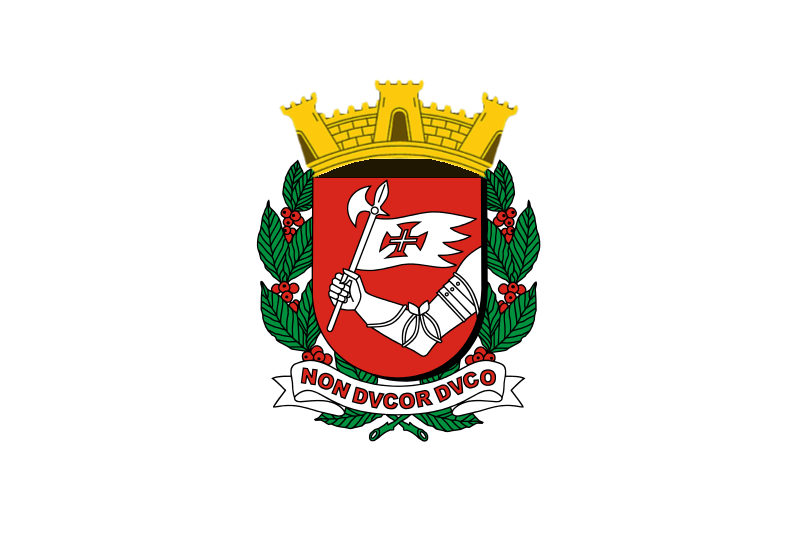
Bandeira de São Paulo, em 1950.

O brasão do município de São Paulo foi criado oficialmente pelo ato Municipal nº 1057, de 8 de março de 1917, sendo assim descrito pela citada norma: 
“Escudo português de goles com um braço armado movente do flanco sinistro empunhando um pendão de quatro pontas farpadas ostentando uma cruz de goles, aberta em branco sobre si, da Ordem de Cristo, içada em haste lanceada em acha d’armas, tudo de prata. Encima o escudo a coroa mural de ouro, de quatro torres, com três ameias e sua porta cada uma. Suportes: dois ramos de café, frutificados, de sua cor. Divisa: "Non ducor duco”, de goles, em listão de prata". 
Nos anos de 1950 era usada, extra-oficialmente, como bandeira paulistana o referido brasão em um pano branco. Como o brasão apresentava diversas falhas heráldicas, como por exemplo, apresentar a coroa mural com três torres visíveis, ao invés de cinco, como no caso de município sede de comarca o mesmo foi refeito.

### 1974-1987

Bandeira de São Paulo, em 1974.

Pela Lei nº 8.129 de 2 de outubro de 1974, o brasão do Município de São Paulo foi alterado para melhor atender aos requisitos heráldicos: 
“Escudo português de goles, com um braço armado, destro, movente do flanco sinistro, empunhado um pendão de quatro pontas farpadas, ostentando uma cruz de goles, aberta em branco sobre si, da Ordem de Cristo, içada em haste lanceada em acha de armas, tudo de prata. Em cima o escudo, coroa mural de ouro, de oito torres, contendo em cada torre, três ameias, duas janelas e uma porta. Suporte: dois ramos de café de sua própria cor. Divisa: “NON DVCOR DVCO”, de goles, em um listão de prata.”
O município de São Paulo ainda não tinha, na época, uma bandeira oficial, extraoficialmente, ainda era usada como bandeira paulistana o brasão centrado sobre em um pano branco. 